# Station Porthmadog
Porthmadog is een spoorwegstation van National Rail in Gwynedd in Wales. Het station is eigendom van Network Rail en wordt beheerd door Transport for Wales. 

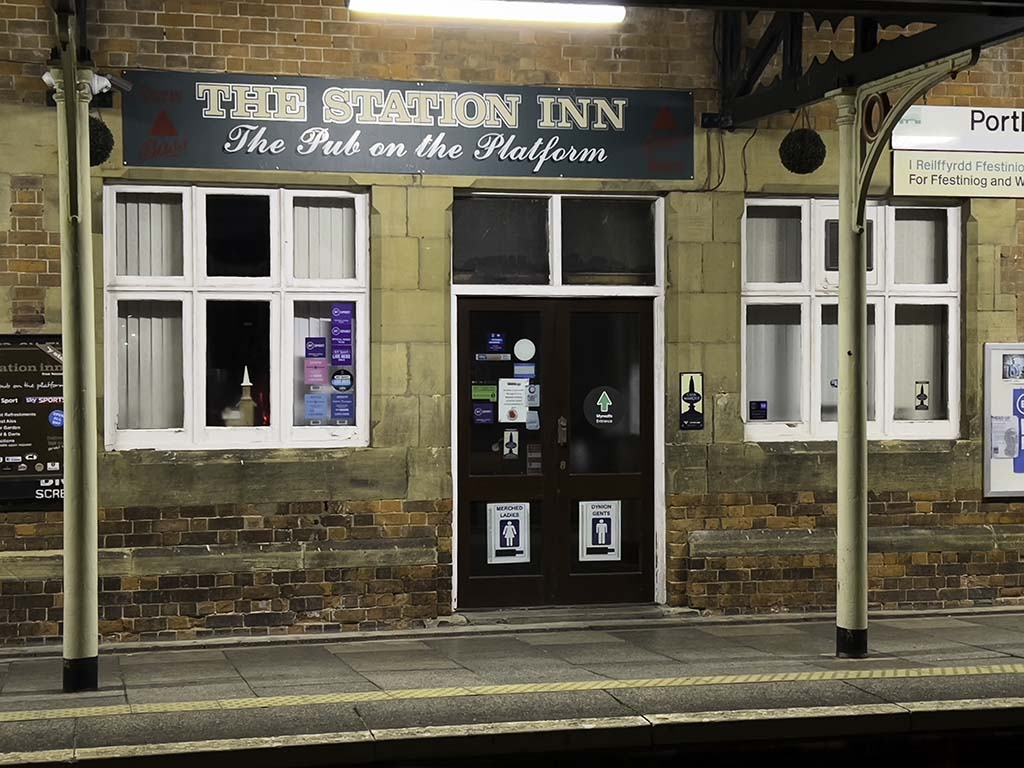
Café op het perron
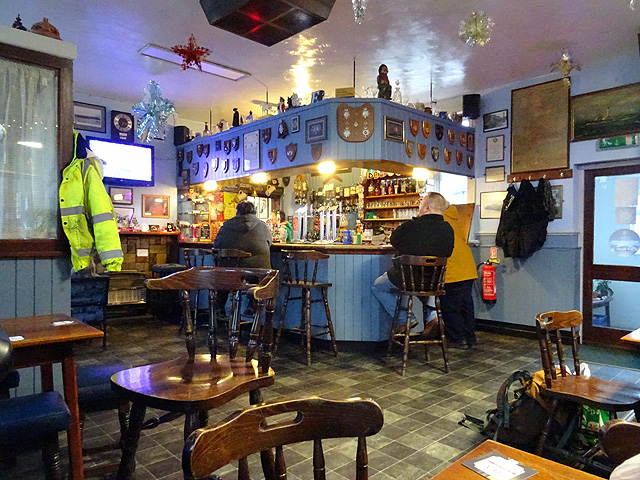
Interieur